# Svenska Västindiska Kompaniet

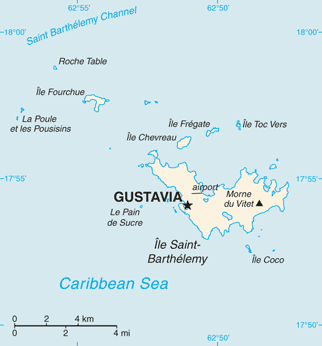
karta över Saint-Barthélemy

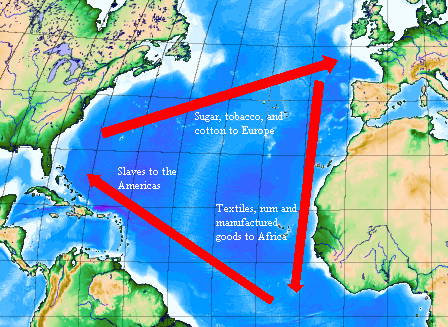
Triangelrutten

Svenska Västindiska Kompaniet var ett svenskt handelskompani som bedrev handel mot Västindien. Mellan 1786 och 1805 verkade det från kolonin Svenska S:t Barthélemy. Det Västindiska kompaniet var ett privat företag med kungligt monopol över all svensk handel via Saint Barthélemy. Av tullar och avgifter gick tre fjärdedelar till kompaniet, resten tillföll den svenska staten som avgift för monopolet.

## Företaget
Svenska Västindiska Kompaniet grundades den 31 oktober 1786 på förslag av statssekreterare Johan Liljencrantz genom ett privilegiebrev (oktroj) som skulle gälla från 1 januari 1787 och 15 år framåt: Aktieteckningen gjordes av svenska handelsmän, den svenske kungen Gustav III var den enskilt störste delägaren med 10 procent. Andra framträdande delägare var Johan Wennerquist, David Schinkel, Carl Olbers, Joachim Wahrendorff, Anders Tottie, Carl Kristoffer Arfwedson, Niclas Pauli och Lars Kåhre. 
Kompaniets huvudsäte låg i Stockholm men verksamheten drevs från Gustavia på Saint-Barthélemy. Målet var att utveckla handel med Karibiska havet, resterna av Nya Sverige kring Delaware i Nordamerika och Sverige och kompaniet erhöll ett handelsmonopol.
Kompaniet skulle enligt bestämmelserna ta del i kolonins styrelse och förvaltning mot rätten att uppbära inkomsterna av handeln, vilket gjorde att det vid upprepade gånger kom i konflikt med öns guvernör. Vinsterna fördelades så att staten fick en fjärdedel och Kompaniet tre fjärdedelar. Kompaniet hade explicit rätt att bedriva slavhandel mellan Afrika och Västindien enligt paragraf 14 ("Kompaniet är fritt att bedriva slavhandel på Angola och den Afrikanska kusten, där sådant är tillåtet.") i privilegiebrevet. Handeln byggde på Triangelhandeln: slavar från Afrika till Västindien, odlingsprodukter som tobak, bomull och framför allt sockerrör till Europa och handelsvaror som tyger, glaspärlor, vapen och brännvin till Afrika.

## Historia
Gustavia på St. Barthélemy förklarades som frihamn år 1785. Efter grundandet 1787 förberedde kompaniet den första expeditionen till Afrika. Den fick dock ställas in då Gustav III:s ryska krig bröt ut 1788. Affärsmännen och kompaniets tjänstemän organiserar under tiden handeln på privat basis. Ön blir under en tid en knutpunkt för slavhandel. Endast en mindre del av slavarna fraktades dock med svenska fartyg. 
Den svenskrelaterade andelen av slavhandeln var obetydligt liten. Enligt den svenska regeringen förekom cirka 50 svenska slavskeppstransporter mellan 1600- och 1800-talet. Enligt den hittills mest detaljerade kartläggningen av den transatlantiska slavhandeln identifieras totalt 34 941 slavtransporter över Atlanten. I denna databas finns tio stycken resor där skeppet är registrerat som svenskt. Vid fyra av dessa resor finns en registrering om att skeppet är konstruerat i Sverige. Om 50 slavtransporter genomfördes av svenska skepp, så utgjorde därmed de svenska slavtransporterna 0,14 % av samtliga transporter. Om tio slavtransporter utfördes av svenska skepp, utgjorde de svenska transporterna 0,2 promille av samtliga slavtransporter. Andelen slavtransporter som utfördes av Sverige är så liten att den inte redovisas separat i forskningsprojektets egna sammanställningar över den transatlantiska slavhandeln.
Affärerna försämrades och redan 1794 begärde kompaniet ekonomisk hjälp från svenska staten. År 1801 ansökte man om förlängning av handelsprivilegierna men affärerna försämrades stadigt. År 1805 upphävdes emellertid kompaniets privilegier. Tullavgifter och andra inkomster gick nu direkt till den svenska staten och när så allmän frihandel infördes var kompaniets gyllene år förbi. Den 22 maj 1805 upplöstes slutligen kompaniet.